# 長河駅 (杭州市)
長河駅（ちょうがえき）は、中華人民共和国浙江省杭州市杭州市浜江区長河路と江南大道の交差点に位置する杭州地下鉄5号線と6号線の駅。

## 歴史
- 2020年
  - 4月23日：5号線の駅として開業[1]。
  - 12月30日：6号線の駅が開業し、乗換駅となる[2]。

## 駅構造
5号線・6号線とも島式ホーム1面2線を有する地下駅となっている。5号線ホームは長河路寄りの、6号線ホームは江南大道寄りの地下にある。5号線駅の聚才路方には上下線をつなぐ片渡り線が設置されている。
A2とG出入口およびCとD出入口は、地下鉄の出入口としての機能に加え、江南大道の地下横断歩道としても利用されている。

### のりば

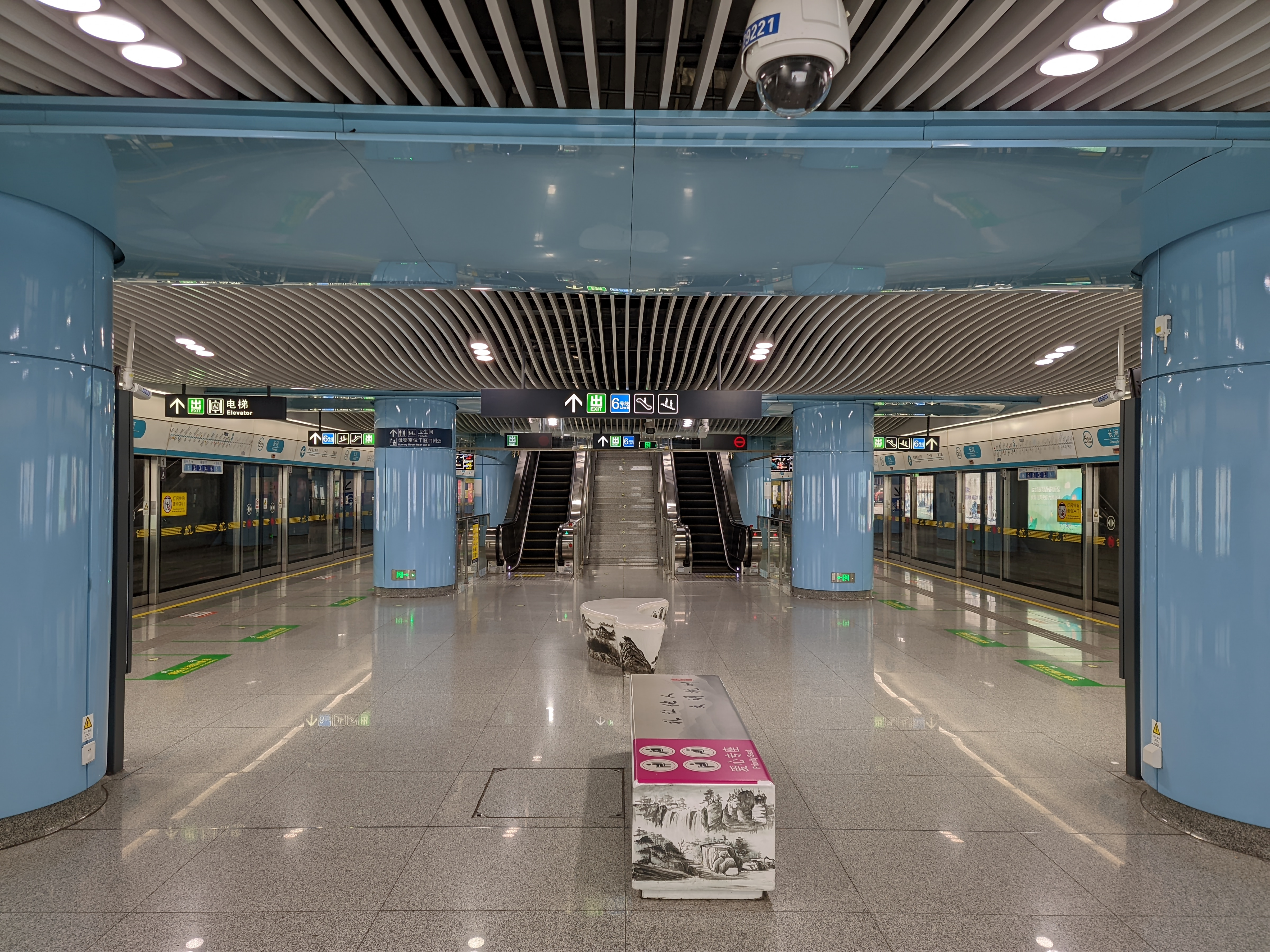
5号線ホーム
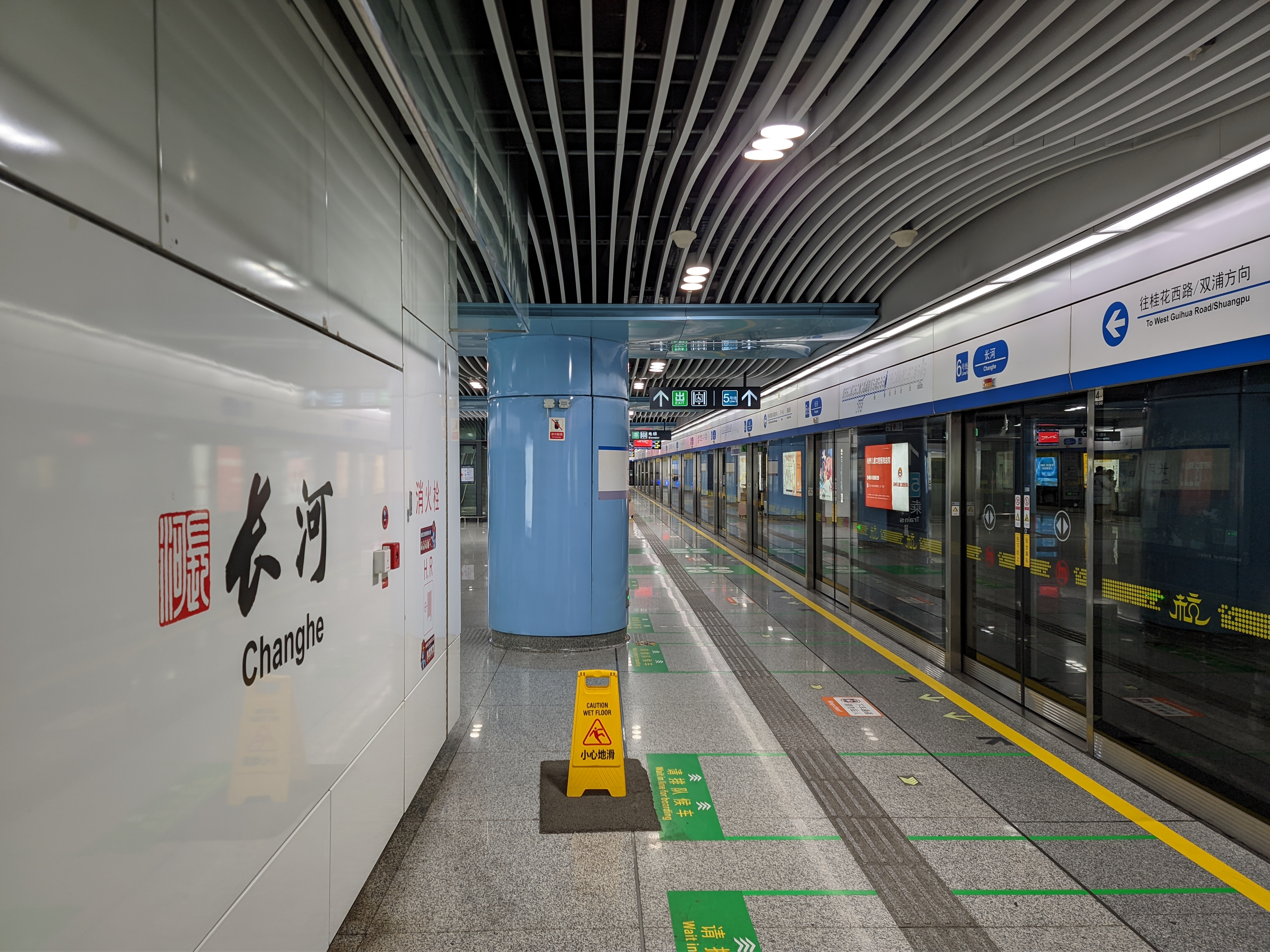
6号線ホーム
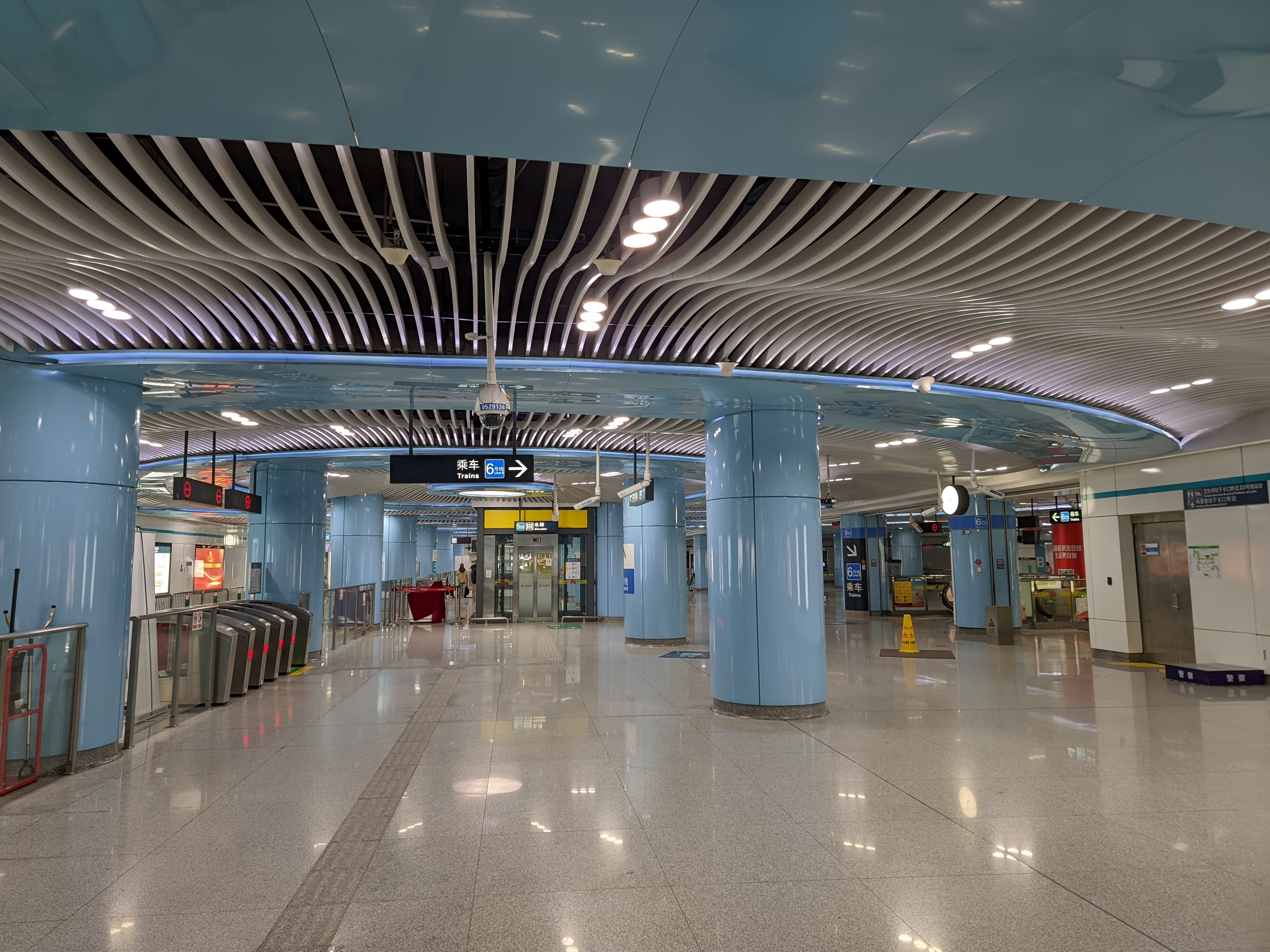
コンコース

案内上ののりば番号は設定されていない。
| 路線                   | 方向 | 行先                           |
| ---------------------- | ---- | ------------------------------ |
| 5号線ホーム（地下2階） |      |                                |
| ■ 5号線                | 下り | 城站・南湖東方面               |
| ■ 5号線                | 上り | 火車南站・姑娘橋方面           |
| 6号線ホーム（地下3階） |      |                                |
| ■ 6号線                | 下り | 桂花西路・双浦方面             |
| ■ 6号線                | 上り | 火車東站（東広場）・枸橘弄方面 |

（出典：杭港地下鉄:内部空间示意图）
- 5号線ホーム
- 6号線ホーム
- コンコース

## 駅周辺
- 華洲中心
- 博風創意ビル
- 第六空間大都会
- 中南国際商城
- 中南楽游城
- 浜興家園
- 聚興国際ビル

## 隣の駅
杭州地下鉄
■ 5号線
南星橋駅 - 長河駅 - 聚才路駅
■ 6号線
建業路駅 - 長河駅 - 江漢路駅